# Vale Pereiro
Vale Pereiro ist ein Ort und eine ehemalige Gemeinde (Freguesia) im portugiesischen Kreis Alfândega da Fé. In der Gemeinde lebten 64 Einwohner (Stand 30. Juni 2011).
Am 29. September 2013 wurden die Gemeinden Vale Pereiro, Saldonha und Agrobom zur neuen Gemeinde União das Freguesias de Agrobom, Saldonha e Vale Pereiro zusammengefasst.